# ブロードウィン・ピッグ
ブロードウィン・ピッグ（Blodwyn Pig）は、1968年にギタリスト兼ボーカリストで作曲家のミック・エイブラハムズによって結成された、イギリスのブルースロック・バンドである。

## 略歴
デビュー・アルバム『日曜日の印象』発表後、ボーカリストのイアン・アンダーソンとの仲間割れにより、ミック・エイブラハムズはジェスロ・タルを脱退した。そして、ジャック・ランカスター（サックス、フルート）、アンディ・パイル（ベース）、ロン・バーグ（ドラム）と、ブロードウィン・ピッグを結成することとなった。元イエスで後にフラッシュを結成するギタリストのピーター・バンクスは、しばらくの間自分のバンドを結成した後、エイブラハムズの後を引き継いだギタリストの一人となった。
エイブラハムズとランカスターが牽引して、ブロードウィン・ピッグは1969年に『Ahead Rings Out』、1970年に『Getting To This』という2枚のアルバムをレコーディングした。どちらも全英アルバムチャートでトップテンに達し、アメリカでもチャートに載った。アルバム『Ahead Rings Out』は、ヤードバーズやフリー、そしてレッド・ツェッペリンのようなグループを生んだ1960年代イギリスのリズム・アンド・ブルース・シーンをルーツとしたバンドの核を持ちつつ、ヘヴィなブルースロックをよりジャズ的に表現していた。サックス奏者にして歌手でもあったランカスター（彼のアイドルであったローランド・カークのように、同時に2つの管楽器を演奏することも多かった）は、エイブラハムズと少なくとも同じくらい目立つ存在だった。批評家たちは、このコントラストが、セカンド・アルバムにおけるより自由で実験的なサウンドをバンドにもたらしたと考えた。
アルバム『Ahead Rings Out』からのシングル「Summer Day」はチャートでは失敗したものの、アンダーグラウンドなコンサート・サーキットでバンドのお気に入りの曲となった。エイブラハムズが音楽ビジネスに幻滅したことが主な原因となり、ブロードウィン・ピッグはやがて何度も何度も活動休止と再開を繰り返すようになった。ある時から、ランカスターは音楽プロデューサーとなり、パイルは最終的にサヴォイ・ブラウンに加入した。ブロードウィン・ピッグは、最初の結成以来、何年にもわたって再編を行い、たいていはエイブラハムズとランカスターがグループを率い、1990年代になってからさらに2枚のアルバムをレコーディングした。

## メンバー
- ミック・エイブラハムズ (Mick Abrahams) - ギター、ボーカル
- ジャック・ランカスター (Jack Lancaster) - サックス、フルート、ボーカル
- アンディ・パイル (Andy Pyle) - ベース
- ロン・バーグ (Ron Berg) - ドラム
- ピーター・バンクス (Peter Banks) - ギター、ボーカル

## ディスコグラフィ

### スタジオ・アルバム
- Ahead Rings Out (1969年、アイランド・レコード)
- Getting To This (1970年、クリサリス・レコード)
- Lies (1994年、エンジェル・エアー・レコード)
- Pig-in-the-Middle (1996年)

### ライブ・アルバム
- All Tore Down: Live (1994年)
- The Modern Alchemist (1997年、Indigo Records)
- Live at The Lafayette (1997年)
- On Air (1999年)
- Live at the Fillmore West (1999年)
- The Basement tapes (2000年)
- Live At The Marquee Club London 1974 (2002年) ※オフィシャル・ブートレグ
- The Radio Sessions 1969 to 1971 (2012年、Secret Records)[2]

### コンピレーション・アルバム
- All Said And Done (2004年、Shakedown Records) ※2CD＋1DVDボックス・セット
- Pigthology (2004年)

### シングル
- "Dear Jill / Sweet Caroline" (1969年、アイランド・レコード WIP 6059)
- "Walk On The Water / Summer Day" (1969年、アイランド・レコード WIP 6069)
- "Same Old Story / Slow Down" (1970年、クリサリス・レコード WIP 6078)